# Megachile barbatula
Megachile barbatula là một loài Hymenoptera trong họ Megachilidae. Loài này được Smith mô tả khoa học năm 1879.